# Heinrich Wilhelm Stolze

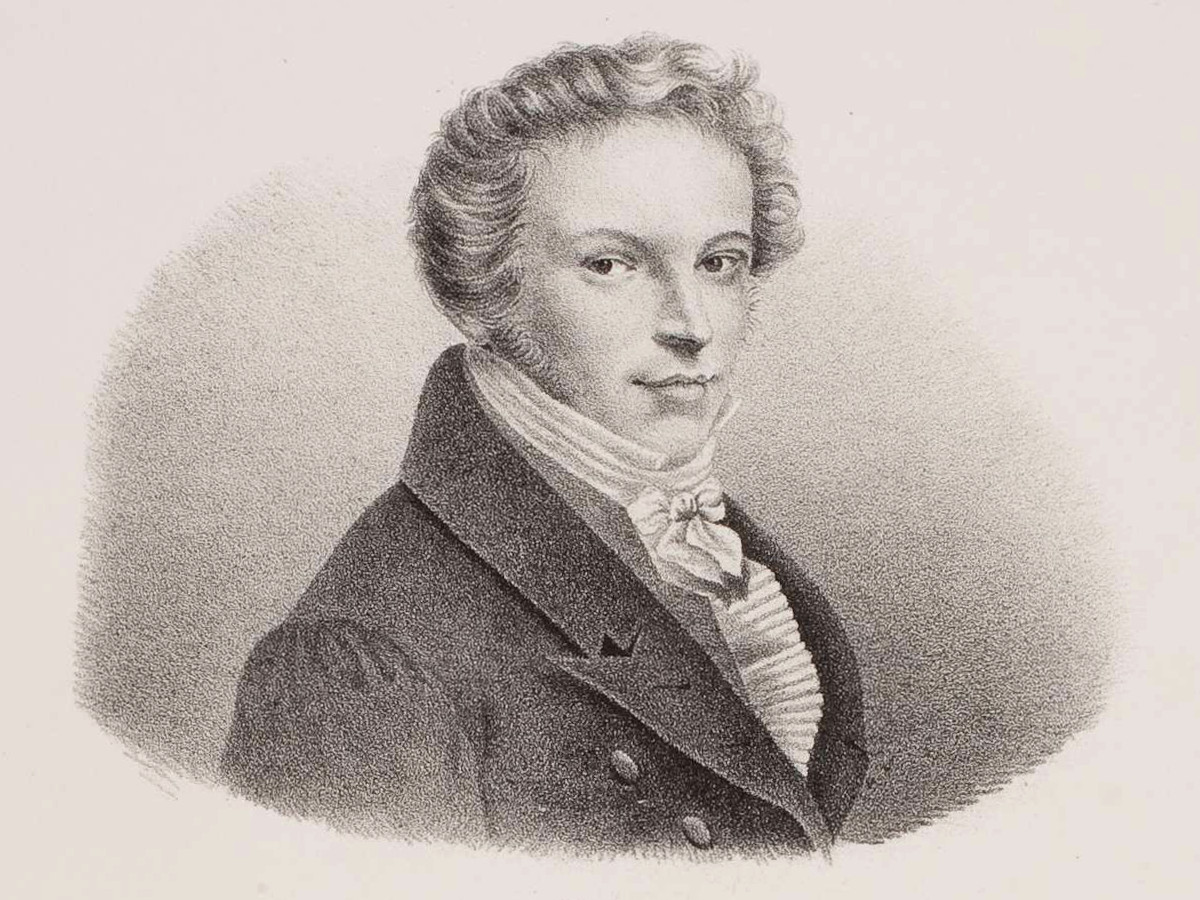
Heinrich Wilhelm Stolze

Heinrich Wilhelm Stolze (* 1. Januar 1801 in Erfurt; † 12. Juni 1868 in Celle) war ein deutscher Organist und Chorleiter.

## Leben
Heinrich Wilhelm Stolze war der Sohn von Georg Christoph Stolze (1762–1830), der in Erfurt als Kantor und Organist wirkte. Von 1814 bis 1820 besuchte er das Ratsgymnasium.
Stolze war Schüler von Johann Christian Kittel, Michael Gotthard Fischer und Ludwig Ernst Gebhardi.
Am 27. Oktober 1822 übernahm er das Organistenamt an der Marktkirche in Clausthal. 1824 wurde er zum Stadt- und Schlossorganisten nach Celle berufen. Zugleich übernahm er auch die Stelle als Gesanglehrer am dortigen Gymnasium.
Stolze gründete 1827 in Celle einen Singverein für gemischten Chor und 1841 einen Lehrer-Gesangverein. Er besaß eine umfangreiche Musikaliensammlung, die heute in der Kirchenministerialbibliothek und im Stadtarchiv verwahrt wird.

## Werke (Auswahl)
- Die wohltemperierte Orgel oder 24 Präludien und Fugen in allen Tonarten.
- Einhundert und zwanzig Orgel Vorspiele zu den gebräuchlichsten Choralmelodien mit Hindeutung auf den Cantus firmus zu sämmtlichen Hannoverschen Choralbüchern zunächst aber zu seinem allgemeinen Choralbuche für das Königreich Hannover componirt. (1843)
- Allgemeines Choralmelodienbuch, zunächst zu den verschiedenen gebräuchlichen Kirchen- und Schul-Gesangbüchern der evangelischen Gemeinden des Königreichs Hannover, (enthaltend 258 Melodien) nebst den im Ritus gebräuchlichen Intonationen, Responsionen etc. für Singechöre und für die Orgel oder das Pianoforte vierstimmig ausgesetzt und mit bezifferten Baß auf zwei Systeme zusammengestellt. Op. 28. [Partitur], Hannover: in der Helwingschen Hof-Buchhandlung, 1834